# Club Fed
Club Fed er en amerikansk film fra 1990 af Nat Christian.

## Medvirkende
- Burt Young
- Allen Garfield
- Judy Landers
- Lance Kinsey
- Sherman Hemsley
- Karen Black
- Joseph Campanella
- Mary Woronov
- Lyle Alzado